# 155
El año 155 (CLV) fue un año común comenzado en martes del calendario juliano, en vigor en aquella fecha.
En el Imperio romano el año fue nombrado el del consulado de Severo y Rufino, o menos frecuentemente, como el 908 ab urbe condita, siendo su denominación como 155 a principios de la Edad Media, al establecerse el anno Domini.

## Acontecimientos
- Antonino Pío comienza una nueva guerra contra Partia.
- Policarpo es quemado en la hoguera y atravesado con una lanza por negarse a quemar incienso en adoración al Emperador romano Antonino Pío.
- Aniceto sucede a Pío I como papa.

## Nacimientos
- Dion Casio, escritor y político romano, nacido en Nicea.
- Último primer ministro de la dinastía Han y primer rey de Wei, Cao Cao.
- Señor de la guerra de la dinastía Han, Sun Jian.

## Fallecimientos
- Pío I, papa cristiano.
- Germánico de Esmirna, religioso cristiano.
- Policarpo de Esmirna, religioso cristiano.